# Hradiště (Duppauer Gebirge)
Die Hradiště (deutsch Burgstadtl) ist ein 933,8 m n.m. hoher Berg im Duppauer Gebirge in Tschechien. Er liegt auf dem Gebiet des Truppenübungsplatzes Hradiště im Okres Karlovy Vary und ist nicht öffentlich zugänglich. Der teilweise bewaldete Berg ist die höchste Erhebung der Podkrušnohorská oblast (Vorerzgebirgsgebiet) und des Duppauer Gebirges. Er bildet zusammen mit der Malé hradiště (Kleiner Burgstadtl, 926,2 m n.m.) den Kern der Hradišťská hornatina (Burgstadtler Masse). Von dem Berg leitet sich der Name des Truppenübungsplatzes her.

## Geographie
Die Hradiště liegt auf dem abgesiedelten Gebiet des Truppenübungsplatzes. Nördlich erhebt sich der Tmavý kopec (857 m n.m.), im Nordosten die Železná hora (884 m n.m.), der Hřeblo (864 m n.m.) und der Jírov (854 m n.m.), südöstlich die Za Tonkou (844 m n.m.), im Süden die Malé hradiště (Kleiner Burgstadtl, 926,2 m n.m.), südwestlich die Javorná bzw. U Ruské věže (Ehacker, 912 m n.m.), im Westen der Nad Ovčárnou (878 m n.m.). Am Nordhang des Berges entspringen der Zlatý potok und der Řednický potok, östlich die Velká Trasovka, im Südwesten die Malá Trasovka, sowie westlich der Pstružný potok.
Nördlich liegt die Wüstung Prachomety (Promuth), im Nordosten die Wüstung Řednice (Rednitz), östlich die Wüstung Jírov (Jurau), im Südosten die Wüstungen Seník (Heuschupfen) und Lochotín (Lochotin), südlich die Wüstung Těš (Tösch), im Südwesten die Wüstung Doupovské Mezilesí (Olitzhaus) sowie nordwestlich die Wüstung Nový Dvůr (Ödhof).

## Geologie
Die Hradiště ist Teil der ovalen Caldera eines tertiären Schichtvulkans und besteht aus Tephrit und Leucitit.

## Geschichte
Im 13. Jahrhundert bestand auf dem Berg eine mittelalterliche Burg, zu der keine schriftlichen Überlieferungen existieren. Es wird angenommen, dass es sich um einen Vorgängerbau der Burg Duppau gehandelt hat.
Durch die Errichtung des Truppenübungsplatzes Hradiště wurde der Berg seit den 1950er Jahren unzugänglich.

## Burg Hradiště
Von der Burg sind nur noch Geländereste erhalten, die durch die derzeitige militärische Nutzung beschädigt wurden.
Der Zugang zur Burg erfolgte von Westen durch eine unregelmäßige Vorburg. Nördlich darüber befand sich der wahrscheinlich von einem Zwinger umgebene Burgkern. Der Palas befand sich im nördlichen Teil des Burgkerns.